# تنوب‌سید
تنوب سید، روستایی است از توابع بخش مرکزی شهرستان دیلم استان بوشهر ایران.

## جمعیت
این روستا در دهستان حومه دیلم قرار دارد و بر اساس سرشماری سال ۱۳۹۵ جمعیت آن ۳۳ نفر می‌باشد.